# Jukka Kopra
Jukka Matti Kopra (nascido em 11 de fevereiro de 1967, em Helsínquia) é um político finlandês que actualmente serve no Parlamento da Finlândia pelo Partido da Coligação Nacional, representando o circulo eleitoral do Sudeste da Finlândia. Em 2019, Kopra recebeu o diploma de Bacharel pela Universidade Politécnica de Lappeenranta.